# Astragalus bowes-lyonii
Astragalus bowes-lyonii är en ärtväxtart som beskrevs av Dieter Podlech. Astragalus bowes-lyonii ingår i släktet vedlar, och familjen ärtväxter. Inga underarter finns listade i Catalogue of Life.